# 莫邪塘駅
莫邪塘駅（ばくやとうえき）は、中華人民共和国浙江省杭州市上城区海潮路と近江路の交差点に位置する杭州地下鉄7号線の駅である。将来的には18号線との乗換駅になる予定となっている。

## 歴史
- 2022年
  - 4月1日：7号線の当駅付近の区間が開通したが、当駅に関しては駅周辺の道路工事の影響により、他駅との同時開通が見送られた[2]。
  - 4月22日：正式開業[3]。

## 駅構造
島式ホーム1面2線を有する地下駅。

### のりば

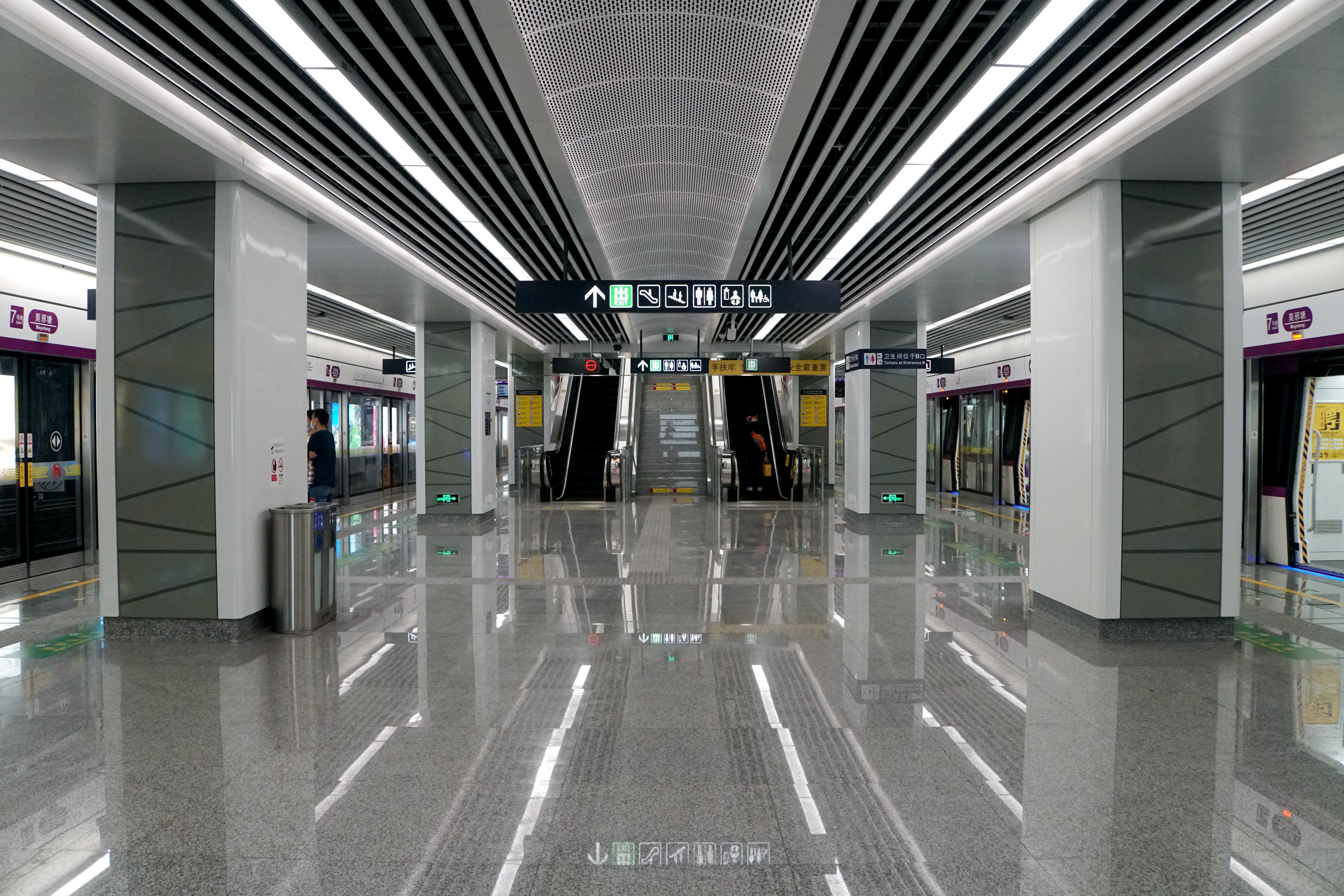
ホーム
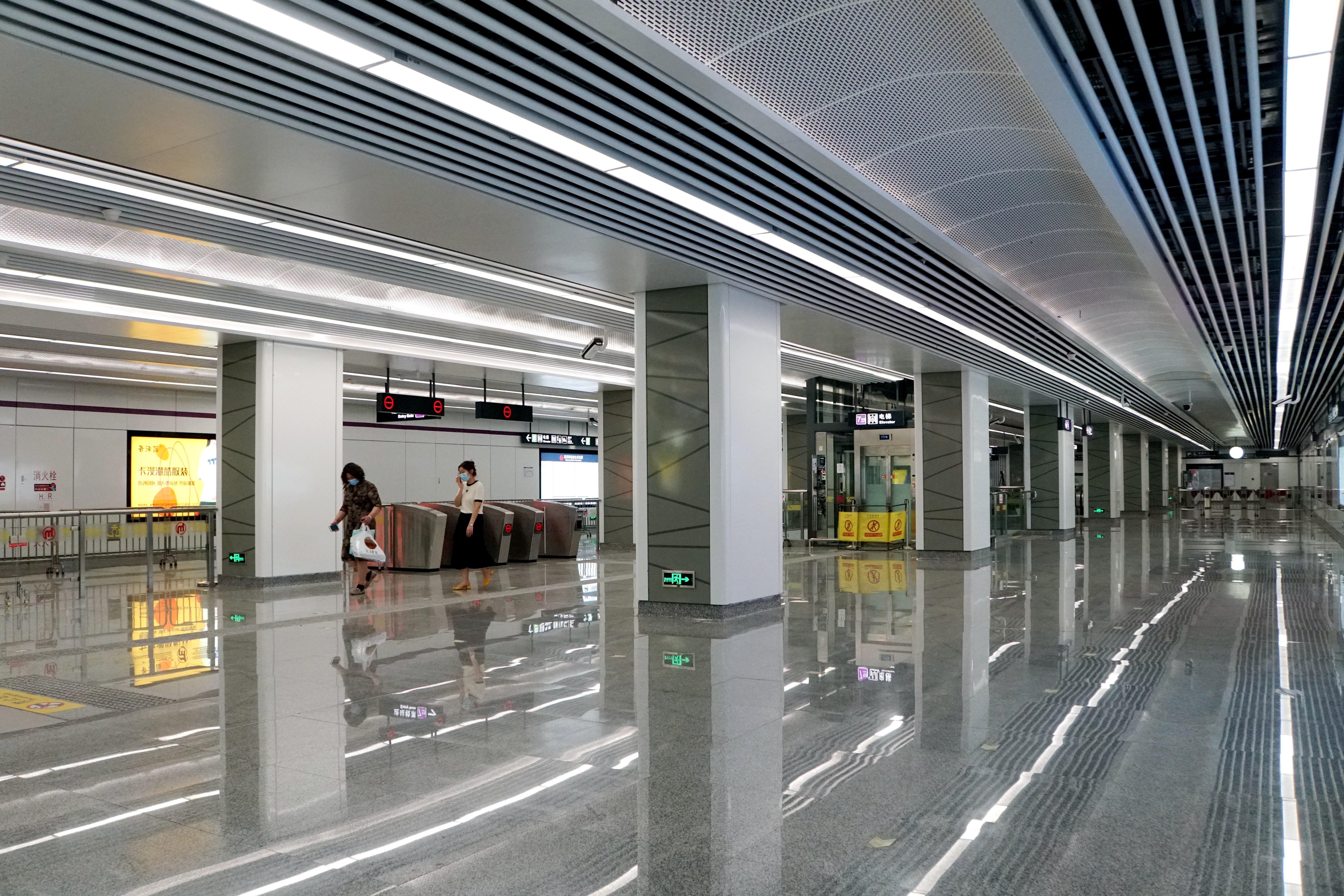
コンコース

案内上ののりば番号は設定されていない。
| 路線    | 方向 | 行先                       |
| ------- | ---- | -------------------------- |
| ■ 7号線 | 下り | 呉山広場方面               |
| ■ 7号線 | 上り | 蕭山国際機場・江東二路方面 |

（出典：站内空间示意图）
- ホーム
- コンコース

## 駅周辺
- 莫邪塘北村・東村
- 清泰南苑

## 隣の駅
杭州地下鉄
■ 7号線
江城路駅 - 莫邪塘駅 - 観音塘駅
■ 18号線（事業中）
甬江路駅 - 莫邪塘駅 - 華家池駅（仮）